# Ханс Велке
Ханс Ото Велке (Бискупјец, 18. фебруар 1911 — Козири поред Минска, 22. март 1943) је био немачки атлетичар који се такмичио у дисциплини бацање кугле и који је освојио златну медаљу на Олимпијским играма у Берлину 1936. године.
Велке је био припадник берлинске полицијске службе. Током Другог светског рата био је члан безбедносне полиције која је припадала Вафен СС одредима. Погинуо је у борби са партизанима 22. марта 1943. близу села Катин што је довело до масовног убијања мештана тог села (149 људи је убијено).